# Parafia Najświętszej Maryi Panny Królowej Polski w Życzynie
Parafia św. Antoniego – parafia rzymskokatolicka w Życzynie.
W 1920 została utworzona parafia tymczasowo przy kaplicy szkolnej, a  w latach 1920-1922 wybudowano drewniany Kościół  pw. NMP Królowej Korony Polskiej.
Obecny kościół parafialny murowany, w stylu pseudobarokowym, został wybudowany w latach 1949-1952, staraniem księży Wacława Lechowicza i Juliana Borkowskiego. Konsekrowany w 1952 przez biskupa Ignacego Świrskiego.
Parafia ma księgi metrykalne od 1920.
Terytorium parafii obejmuje: Dębówkę, Jabłonowiec, Komory, Kruszynę, Mikę, Nowiny Życkie, Podebłocie, Prandocin, Stasin, Wolę Życka, Życzyn oraz część Kozic.
Na terenie parafii znajduje się kaplica w Domu Pomocy Społecznej w Życzynie.